# 納什維爾 (加利福尼亞州)
納什維爾（英語：Nashville）是位於美國加利福尼亞州埃爾多拉多縣的一個非建制地區。該地的面積和人口皆未知。

## 地理
納什維爾的座標為38°34′44″N 120°50′43″W / 38.57889°N 120.84528°W，而該地的平均海拔高度為263米（即863英尺）。